# Sciopero generale siriano del 1936
Lo sciopero generale siriano del 1936 (in arabo الإضراب الستيني‎?) fu uno sciopero di 50 giorni organizzato in risposta alle politiche francesi durante l'occupazione della Siria e del Libano. Lo sciopero paralizzò il paese per due mesi e costrinse la Francia a negoziare il Trattato d'indipendenza franco-siriano con il partito del Blocco nazionale.

## Panoramica
L'11 gennaio 1936, il Blocco Nazionale tenne una commemorazione per uno dei suoi leader, Ibrahim Hananu, morto nel novembre 1935. L'incontro caratterizzò diversi discorsi che lamentarono e attaccarono l'occupazione francese. Poco dopo le autorità del mandato francese chiusero l'ufficio del Blocco Nazionale a Damasco e arrestarono due importanti leader nazionalisti del partito, Fakhri al-Baroudi e Sayf al-Din al-Ma'mun. In risposta, il Blocco proclamò uno sciopero contro le politiche francese di occupazione. Lo sciopero, iniziato il 20 gennaio attraverso le interruzioni del lavoro e delle proteste studentesche a Damasco, Homs, Hama e Aleppo, si diffusero presto in tutte le principali città.
I leader del Blocco nazionale, tra cui Nasib al-Bakri, Jamil Mardam Bey, Lutfi al-Haffar e Fares al-Khoury parteciparono attivamente e organizzarono manifestazioni contro l'occupazione francese e Taj al-Din al-Hasani, il presidente nominato dai francesi, e chiesero il ripristino della costituzione del 1930, sospesa nel 1933. La Lega d'Azione Nazionalista (‘Usbat Al-'Amal Al-Qawmi) sostenne lo sciopero e partecipò all'organizzazione di marce e proteste a Damasco. L'azione di disobbedienza civile paralizzò l'economia e portò rapidamente il paese "sull'orlo di un arresto completo".

## Risposta francese
L'Alto Commissario francese, Damien de Martel, fu richiamato d'urgenza da Beirut a Damasco per gestire la situazione, e il generale Charles Huntziger, comandante dell'Armata del Levante fu incaricato di riportare la calma. Diversi leader del Blocco tra cui Nasib al-Bakri e Mardam Bey furono esiliati e vennero arrestate più di 3 000 persone.
Nel tentativo di disperdere le manifestazioni, le truppe francesi aprirono il fuoco sulla folla in protesta, lasciando decine di morti. Tuttavia, le misure non riuscirono a sedare la rivolta che raccolse il sostegno di altri paesi arabi mentre le proteste dilagarono per le strade di Iraq, Libano, Palestina e Giordania in solidarietà con il popolo siriano. Il governo francese venne anche sottoposto a forti pressioni all'interno della Francia da parte dei media di sinistra e dell'emergente Fronte Popolare, che chiese una revisione completa della politica francese in Siria e in Libano.

## Risoluzione
Il 2 marzo le autorità francesi cedettero alle proteste e decisero di avviare i negoziati con il Blocco Nazionale; concessero anche un'amnistia generale per gli arrestati o gli esiliati durante la crisi. Il Blocco annullò lo sciopero il 6 marzo dopo il rilascio dei suoi leader arrestati. Nello stesso anno, una delegazione del Blocco Nazionale si recò a Parigi e firmò il Trattato di indipendenza franco-siriano.